# Інститут проблем математичних машин і систем НАН України
Інститут проблем математичних машин і систем Національної академії наук України (ІПММС НАН України) створений 1992 року на базі Спеціального конструкторського бюро математичних машин і систем «Рада» Інституту кібернетики НАН України. Знаходиться у Києві, за адресою: проспект Академіка Глушкова, 42.

## Про інститут
У 1963 році за ініціативою академіка В. М. Глушкова, засновника української кібернетичної школи, було створене Спеціальне конструкторське бюро математичних машин і систем (СКБ ММС) Інституту кібернетики НАН України як експериментальна, проектна і виробнича база. У жовтні 1992 року воно переросло у велику наукову організацію в галузі інформатики — Інститут проблем математичних машин і систем НАН України (ІПММС НАН України).
СКБ ММС, наступником якого став Інститут проблем математичних машин і систем НАН України, із повним правом можна назвати колискою відомих перших ПК МІР, управляючих комп'ютерів «Дніпро», ЕОМ спеціального призначення «Дельта» й інших систем управління. На сьогодні ІПММС НАН України є провідним національним науковим центром у сфері ситуаційного управління, моделювання, прийняття рішень та інших інноваційних інформаційних технологій.
Безпосередньо після Чорнобильської катастрофи на базі СКБ ММС за допомогою ситуаційно-кризового центру розробки А. О. Морозова й під його безпосереднім керівництвом була створена система оцінки безпеки водних ресурсів і визначена можливість використання води в річці Дніпро, з якої споживає воду понад половини населення України.
Сучасні найважливіші дослідження і розробки Інституту проблем математичних машин і систем НАН України присвячені Ситуаційному центру Міністра оборони України, інформаційно-аналітичній системі Верховної Ради України. До речі, саме ІПММС НАН України є базовою організацією, що розробляє організаційні системи українського парламенту. Замовниками розробок з підтримки прийняття управлінських рішень є також Кабінет Міністрів України, Центральна виборча комісія, Міністерство у справах науки і технологій, Міністерство машинобудування, Міністерство екології та інші.
На базі ІПММС НАН України створений і діє власний ситуаційний центр — вітчизняна наукова розробка підтримки прийняття управлінських рішень.
Інститут проблем математичних машин і систем має широкі наукові зв'язки. Проводяться спільні дослідження з науковцями США, Франції, Німеччини та інших країн.
Роботи науковців інституту удостоєні 28 Державних премій СРСР, України та іменних премій НАН України, почесні звання лауреатів премій мають 44 співробітники. Крім того, науковці інституту мають різні відзнаки вищих органів законодавчої та виконавчої влади (ордени, почесні грамоти тощо).
У структурі інституту, що входить до складу Відділення наук про Землю НАН України, сьогодні працюють 7 науково-дослідних відділів дві науково-дослідних лабораторій.
ІПММС НАН України акредитовано як орган з сертифікації систем управління якістю продукції в Міжнародній системі сертифікації SIC, який успішно пройшов акредитацію з вимог європейських стандартів (EN 45011). До складу цього органу входить випробувальна лабораторія «ОС УКРСЕРТКОМП'ЮТЕР», яка також акредитована Держстандартом України та Національним агентством з акредитації України (НААУ) за вимогами міжнародного стандарту ДСТУ ISO/EN 17025.

## Науковці
- Веренко Ярослав Григорович — науковий співробітник.
- Гречанінов Віктор Федорович — завідувач відділу інтелектуальних інформаційно-аналітичних систем (з 2017).
- Дейнека Василь Степанович — науковий співробітник.
- Казимир Володимир Вікторович — завідувач відділення № 1 (2007—2010).
- Литвинов Віталій Васильович — науковий співробітник (2000—2012).
- Нікітін Андрій Іванович — науковий співробітник.
- Романенко Ігор Олександрович — провідний науковий співробітник відділу теорії та практики систем обробки та відображення візуальної інформації.
- Ященко Віталій Олександрович — старший науковий співробітник відділу інтелектуальних систем математичного моделювання складних об'єктів та процесів.

### Директори
- 1992—2021 — доктор технічних наук, академік Морозов Анатолій Олексійович
- з 2021 (в. о. директора) — доктор технічних наук, професор Клименко Віталій Петрович

## Сфера досліджень
В інституті концентрує фундаментальні та прикладні дослідження в таких пріоритетних сферах, як інтелектуалізовані системи розбудови державності, автоматизовані системи екологічного моніторингу, моделювання прийняття рішень, інтелектуальні інформаційні системи на базі нейрокомп'ютерів, системи тестування мікроелектронного виробництва NCS-технології, захист інформації в комп'ютерних і телефонних мережах, інформаційні технології охорони здоров'я, а також з багатьох інших напрямків сучасного застосування новітніх інформаційних технологій в сфері практичної діяльності.
Основні напрямки діяльності згідно зі Статутом інституту:
- створення наукових засад, розробка та впровадження в народне господарство і оборону держави інформаційних технологій, автоматизованих систем різного призначення, засобів обчислювальної техніки та систем їх програмного забезпечення;
- теорія і технологія побудови інтелектуальних систем типу «Ситуаційні центри» для управління вищими органами державної влади, національної безпеки, екологічної безпеки;
- теорія, методи та засоби побудови систем інформаційно-аналітичного забезпечення законотворчої та правозастосовної діяльності;
- методи побудови програмно-технічних систем криптографічного захисту інформації;
- методи та засоби технічного захисту інформації в інформаційних системах, інформаційних технологіях захисту інформації від несанкціонованого доступу;
- теорія, математичні моделі та методи побудови автоматизованих систем моніторингу і підтримки прийняття рішень з проблем охорони навколишнього середовища і ефективного природокористування;
- методи, алгоритми та програмне забезпечення для різноманітних систем обробки інформації;
- теорія, математичні моделі та методи побудови систем автоматизації управління технологічними процесами;
- теорія, методи дослідження та забезпечення надійності систем автоматизації та управління, інформаційних систем та інших технічних систем.

## Сучасні розробки
- Створені теоретичні основи та технологія побудови автоматизованих інтелектуальних систем підтримки прийняття рішень для управління державою, відомствами, великими промисловими, народногосподарськими об'єднаннями, корпораціями тощо на основі ситуаційного моделювання (системи типу «Ситуаційні центри»);
- На основі одержаних теоретичних результатів створений і впроваджений вперше в Україні Ситуаційний центр Міністерства оборони України;
- Одна з моделей СЦ МО «Прогнозування наслідків надзвичайних ситуацій на хімічно-небезпечних об'єктах» («Хмара») була використана при проведенні Інститутом геохімії НАН України та МНС України Державної екологічної експертизи екологічного стану зони аварії на залізничному перегоні Ожидів-Красне у Львівській області;
- Розроблений та введений в експлуатацію макет Ситуаційного залу для відпрацювання систем підтримки прийняття рішень у розподілених середовищах, що дозволяє забезпечити адекватність і підвищити ефективність управлінських рішень в екстремальних та нештатних ситуаціях на різних рівнях державного управління;
- Розроблені декілька поколінь автоматизованих систем інформаційної підтримки законотворчої діяльності депутатів різного рівня («РАДА-1», «РАДА-2», «РАДА-3» та ін.), які впроваджені більш ніж в 20 законотворчих органах України та за кордоном, у тому числі у Верховній Раді України, Верховній Раді Криму та парламентах Узбекистану і Таджикистану;
- Створена і впроваджена в експлуатацію система інформаційного обслуговування депутатів Київської міської ради «РАДА 3 — КИЇВ», яка має високий рівень інтелектуалізації, виготовлена на базі сучасної комп'ютерної техніки, периферійних засобів, систем, пультів, табло, комунікацій вітчизняного виробництва. За своїми параметрами та функціональними можливостями система не має аналогів у світі;
- За планом підготовки до Євро-2012 розроблені та захищені технічне завдання і технічний проект системи екстреної допомоги населенню за єдиним телефонним номером 112;
- Розроблені концепція відкритої рекурентної нейромережі та метод неітеративного навчання її, що вирішує проблему радикального прискорення навчання. На основі такої нейромережі розроблена принципово нова модель ядерної динамічної асоціативної пам'яті, придатна для роботи в реальному часі. Ефективність її підтверджена експериментально на прикладах адаптивного розпізнавання динамічних образів. Результати були використані в 2 проектах програм НАТО та Інтас;
- Створена перша у світі автоматизована система проектування багатомодульних нейронних мереж та на її основі багатомодульна нейросистема розпізнавання рухомих об'єктів на відеозображеннях;
- Розроблена серія вітчизняних нейрокомп'ютерів загального призначення та створений дослідний зразок базової моделі нейрокомп'ютера «NeuroLand», що відповідає, а за деякими параметрами перевищує найкращі світові аналоги;
- Розроблена теорія нейроподібних зростаючих мереж;
- Розроблена технологія застосування багатомодульних нейромереж для розпізнавання образів ультразвукової локації в системах безпеки пасажирів автомобілів та хімічних образів при створенні інтелектуальних сенсорів для оперативного виявлення забруднень повітря та ін.;
- Створена інтелектуальна нейросистема, що включає три підсистеми: багатомодульну нейросистему загального призначення, підсистему рекурентних нейромереж реального часу «Neuro-Conveyor» та підсистему прогнозування часових послідовностей «TrendCaster»;
- Розроблена багатомодульна архітектура дослідного зразка інтелектуальної нейросистеми, яка дозволяє автоматично підключати до системи та реєструвати нові модулі;
- Вченими інституту розроблені математичні моделі розповсюдження радіонуклідів у водному середовищі, на ґрунті та в повітрі. Створена на їх основі система моделювання і прогнозування наслідків техногенних катастроф відіграла важливу роль у підготовці рішень урядових комісій щодо ліквідації наслідків аварій на Чорнобильській АЕС і Диканьських очисних спорудах Харківської каналізаційної мережі;
- На основі розроблених математичних моделей створено цілий ряд автоматизованих систем підтримки прийняття рішень (СППР) з проблем охорони навколишнього середовища і ефективного природокористування, виконані роботи з удосконалення та оновлення різних систем;
- Розроблені архітектури систем захисту засобів зв'язку і на їх основі створене сімейство криптопристроїв для захисту мобільної телефонної мережі GSM-стандарту;
- Розроблені методи побудови та архітектури систем захисту інформації для локальних мереж; створене сімейство типових апаратних і програмних компонент, з яких будуються подібні системи. Системи мобільного зв'язку прийняті відповідною комісією СБУ і рекомендовані до використання в органах державного управління;
- Розроблена дослідна партія мобільних телефонів, що можуть працювати як в звичайному, так і в захищеному режимі, та конструкторська документація для їх серійного виробництва;
- Розроблені метод обміну криптоключами в ІР-мережі та програмний модуль комутації криптоключів, який дозволяє проводити в ІР-мережі голосові конференції у захищеному режимі з великим числом учасників переговорів;
- Розроблені теоретичні основи, методи та технології модельно-орієнтованого управління виробничими системами, і на їх основі спільно з Інститутом електрозварювання ім. Є. О. Патона НАН України на замовлення фірми Boing corp. (США) розроблені та впроваджені унікальні установки електронно-променевого зварювання нового покоління КЛ115, КЛ118, КЛ117 з технічними характеристиками і функціональними можливостями, які не мають аналогів у світі;
- Створені і впроваджені в наукові дослідження та навчальний процес у ряді університетів України сімейство систем комп'ютерної алгебри з вхідними мовами надвисокого рівня «АНАЛІТИК-93», «АНАЛІТИК-2000», «АНАЛІТИК-2007»;
- Розроблена і випробувана в різних країнах (включаючи Німеччину, Англію, Ірландію, США, Канаду та Японію) принципово нова ідеологія і технологія паралельної обробки даних та розподіленого моделювання і управління у відкритих динамічних системах. Технологія захищена Європейським патентом та 2 монографіями, опублікованими видавництвом Джон Вайлі в США;
- Розроблений універсальний управляючий модуль для компонентів технічних систем, здатний спілкуватись з іншими модулями на спеціальній мові розподілених сценаріїв з метою організації поступового переходу до безпілотних розподілених систем, що забезпечують прийняття автономних рішень у критичних ситуаціях;
- Здана в дослідну експлуатацію на об'єктах пілотного зразка система «Моніторингу стану потенційно небезпечних військових об'єктів»;
- Розроблений макет трирівневої системи підтримки прийняття рішень (у середовищі Windows XP, СУБД ORACLE та ArcMap) з питань управління силами та засобами Збройних сил України в процесі ліквідації наслідків надзвичайних ситуацій;
- Розроблені системи «Обліку накопичення, руху та використання ресурсу логістики за номенклатурою військово-морських сил України» та «Розрахунків з планування логістики ВМС України»;
- Створена, активно розвивається та використовується на практиці імовірнісно-фізична теорія надійності засобів обчислювальної техніки та систем автоматизації. Розроблений на основі одержаних фундаментальних результатів математичний апарат, що не має аналогів у світі, дозволяє використовувати нові точніші методи оцінки залишкового ресурсу механічного та електричного обладнання;
- Розроблені нові ймовірнісно-фізичний та інформаційно-кібернетичний підходи щодо проектування, розробки і впровадження гарантоздатних і безпечних інформаційно-управляючих комп'ютерних систем реального часу на базі високонадійних (безвідмовних) і відмовостійких обчислювальних засобів;
- На замовлення ДБК Управління справами Верховної Ради України, ХК «Київміськбуд», ДГО «Житлоінвест» та інших організацій створено і введено в дію десятки систем автоматики на об'єктах будівництва в м. Києві (щорічно близько 500 систем);
- Розроблені та впроваджуються енергозберігаючі системи світлодіодного освітлення приміщень. Проведене обладнання вагонів Київського метрополітену дослідними зразками енергозберігаючих світлодіодних світильників та системами керування ними, що дозволяє в декілька разів зменшити витрати енергоресурсів;
- Розроблена та експериментально перевірена нова структурна модель півтонового зображення, яка дозволяє створювати програмні засоби обробки півтонових зображень, інваріантні відносно афінних перетворень об'єктів у зображеннях. Результати досліджень покладені в основу розробки телемедичної діагностичної системи «Онкотест WM-01», що дозволяє ефективно виконувати скринінг онкологічних захворювань на ранніх стадіях онкозахворювань.
ІПММС НАН України активно веде роботи з іншими інститутами та фахівцями.

## Наукові школи і заходи
За основним для ІПММС НАН України напрямком досліджень виникла та діє під керівництвом академіка НАН України А. О. Морозова наукова школа «Теорія і практика створення інтелектуальних автоматизованих систем підтримки прийняття колективних рішень (типа Ситуаційний центр)».
За допомогою сучасних електронних технологій в ІПММС НАН України проходять традиційні та інтерактивні конференції та семінари, що дають змогу об'єднати зусилля вчених різних країн світу. Вже стали традиційними такі заходи з міжнародною участю, як дистанційна он-лайн конференція «Системи підтримки прийняття рішень. Теорія і практика» та науково-практична конференція «Математичне та імітаційне моделювання систем. МОДС».

## Друковані видання
ІПММС НАН України випускає науково-публіцистичний журнал «Математичні машини і системи». Журнал публікує оригінальні та оглядові статті науково-технічного характеру, звіти про наради, конференції, рецензії на монографії, матеріали проблемного та дискусійного характеру.